# Blaptica fernandezi
Blaptica fernandezi är en kackerlacksart som beskrevs av Frank Nigel Hepper 1966. Blaptica fernandezi ingår i släktet Blaptica och familjen jättekackerlackor. Inga underarter finns listade.